# 쓰시마 점령 사건
쓰시마 점령 사건은 제정 러시아의 군함이 막말(幕末) 일본의 쓰시마(対馬) 아소 만(浅茅湾) 남부에 있는 이모자키(芋崎)를 점령해 막사와 공장, 연병장 등을 건설하고 반년 동안 체류했던 사건이다. 일본에서는 당시 쓰시마를 점령했던 군함의 이름을 따서 포샤트니크 사건 혹은 러시아 군함 쓰시마 점령 사건(ロシア軍艦対馬占領事件)이라고 부른다.

## 경과

### 러시아 군함의 진출
분큐(文久) 원년(1861년) 2월 3일(양력 3월 14일) 러시아 제국 해군 중위 니콜라이 브릴료프는 군함 포샤트니크 호로 쓰시마에 내항해, 오자키우라(尾崎浦)에 닻을 내리고 측량을 실시, 그 뒤 곧장 아소 만으로 진입해 들어 왔다.
러시아 함대의 중국 해역 함대 사령관이었던 이완 리하쵸프 대좌는 부동항을 확보하기 위해 쓰시마 해협에 근거지를 구축할 것을 제안하였는데, 일본과의 관계가 악화될 것을 염려한 제정 러시아 정부는 리하쵸프의 제안을 거절하였다. 그러나 제정 러시아의 해사대신(海事大臣)이었던 대공(大公) 콘스탄틴 니콜라예비치가 쓰시마로의 함대 파견을 허가하였고, 리하쵸프 사령관의 명령으로 포샤트니크 호가 파견되었던 것이다.
포샤트니크 호가 오자키우라에 닻을 내리자 당시 쓰시마를 다스리던 쓰시마 후추번의 번주 소 요시요리(宗義和)는 중신을 파견해 개항지도 아닌 곳에 닻을 내리는 것은 불법이라며 물러갈 것을 항의했고, 함장 브릴료프는 난파된 배라서 항해가 어렵다며 배를 수리하기 위해서 왔을 뿐이라고 회답했고, 나아가 수리 공장의 설치 자재나 식료품, 유녀(遊女)도 요구했다.
3월 4일에는 이모자키에 무단으로 상륙해 병사용 막사를 짓기 시작했다. 그 뒤 선체 수리를 명목으로 공장과 연병장까지 건설하였다.

### 쓰시마 후추번의 교섭
쓰시마 후추번내에서는 대응을 놓고 무력으로 배격해야 한다는 양이파와 분쟁을 피해야 한다는 온건파 사이에 논쟁이 벌어져 번내가 떠들썩하였다. 번주 소 요시요리는 사태를 악화시키는 일 없이 원만하게 해결하고자 시도하면서 문장사(問状使)를 포샤트니크 호에 파견해 그 비위를 여러 차례 추궁하였다. 그러나 러시아 함대측은 무응답으로 일관하였으며, 우세한 무력으로 위협하거나 쓰시마 현지 주민을 회유해 목재 ・ 우마 ・ 식량 ・ 목탄을 강탈하거나 매수하면서 장기 체류할 준비를 갖추었으며, 수병들이 작은 배를 동원해 연안을 측정하고 산야를 돌아다니며 야수를 포획하는 와중에 부녀자를 쫓아다니며 위협하는 수병도 있었다. 이에 격앙된 주민들과의 사이에 분쟁이 벌어지기도 했다.
브릴료프 함장은 쓰시마 후추번에 대해 번주와의 면회를 재삼 요구했고, 3월 23일에는 이모자키의 조차를 요구해 왔다. 러시아측로써는 무력으로 쓰시마 후추번의 승낙을 얻어내고 이를 기정사실화해서 막부의 인정을 받으려는 의도였다. 쓰시마 후추번은 대응에 고심했고, 면회 요구를 거절하면서 나가사키(長崎)와 에도(江戸)로 급히 사자를 파견해 막부의 지시를 구했다.
4월 12일, 러시아 병사가 소함정으로 오후나고시(大船越)의 수문(水門)을 통과하려는 것을 쓰시마 후추번의 경비병이 제지하자, 러시아 병사는 경비병 · 마쓰무라 신고로(松村安五郎)를 쏘아 죽이고 향사 2명을 포로로 납치해, 군함에 연행했다. 그 가운데 한 명인 요시노 슈노스케(吉野数之助)는 그 자리에서 혀를 깨물고 자살했다. 러시아군은 여기서 그치지 않고 이곳을 습격해 무기를 강탈하고, 몇몇 주민을 납치해 소 일곱 마리를 빼앗고 귀선하였다. 이어 다음날에는 수병 100여명을 파견해 오후나코시 마을을 약탈하기도 했다.
번주 소 요시카즈는 포샤트니크 호에 당장 퇴거할 것을 요구하면서도 쌀과 소금, 목탄을 주며 회유하고자 했다. 분쟁을 피하기 위해 번내 사민에게는 경거망동을 경계하는 한편, 몰래 연안에 포대를 축조해 사태에 대비했다. 또, 소 씨의 소령인 히젠(肥前) 다시로(田代)에서는 대관 히라타 헤이하치(平田平八)가 수병을 이끌고 쓰시마로 건너가, 러시아병을 물리칠 기세를 나타냈다.

### 막부의 대응
나가사키 부교(長崎奉行) ・ 오카베 나가쓰네(岡部長常)는 쓰시마 후추번에 대해 러시아와의 분쟁을 피하도록 신중한 대응을 지시하는 한편으로 불법행위를 힐문하는 글을 브릴료프 함장에게 보내고 사가(佐賀), 지쿠젠(筑前), 조슈(長州)를 비롯한 이웃 번의 제후들에게 실정을 조사하게 하였으며, 대책을 의논하였으나 이렇다 할 방법이 나오지 않았다.
막부는 보고를 받고 놀라서 하코다테 부교(箱館奉行) ・ 무라가키 노리마사(村垣範正)에게 명해 현지 주재 러시아 총영사 이오시프 고스케비치에게 포샤트니크 호 퇴거를 요구하였다. 또한 가이코쿠 부교(外国奉行) ・ 오구리 다다마사(小栗忠順)를 간린마루(咸臨丸)로 쓰시마로 급파해 사태 수습을 꾀했다.
분큐 원년 5월 7일 목부(目附) 미조구치 하치주고로(溝口八十五郎) 등을 거느리고 쓰시마에 도착한 다다마사는 5월 10일 함장 브릴료프와 회견하였다. 그 첫 번째 회담에서 러시아측은 증정품에 대한 답례를 구실로 번주 면담을 강력하게 요구했고, 오구리 다다마사는 이를 허가하겠다는 취지로 회답하였다. 5월 14일, 두 번째 회담에서 오구리 다다마사는 러시아 병사의 무단상륙을 조약 위반이라며 항의하였다. 5월 18일에 세 번째 회담에서 번주 면담 실현을 요구한 브릴료프에 대해 오구리 다다마사는(로주 안도 노부마사로부터 번주 면담은 쓰시마 거류를 인정하는 것이 되므로 허락할 수 없다고 당부를 받아두었다) 전언을 번복해 번주를 회견할 수 없다고 회답한다. 말이 다르다며 브릴료프는 맹렬히 항의를 했으나 다다마사는 「나를 사살해도 상관없다」며 교섭은 결렬되었다. 5월 20일에 오구리 다다마사는 쓰시마를 떠나 에도로 향했다.
에도로 돌아온 오구리 다다마사는 로주들에게 쓰시마를 직할령으로 삼을 것과 이번 사건의 절충은 정식 요구형식으로 할 것, 국제세론에 호소해야 할 것 등을 제언하였고, 로주는 이러한 의견을 받아들이지 않고 오구리 다다마사는 7월에 가이코쿠 부죠직에서 사임했다.
교섭이 막힌 쓰시마 후추번에서는 번주 면담을 실현하지 않을 수 없게 되어, 브릴료프는 군함을 쓰시마 후추번으로 회항해, 부하를 거느리고 번주 소 요시요리를 면담하였다. 번주 소 요시요리는 권총이나 망원경, 화약 및 집에서 기르는 가금류 몇 종을 선물로 바치며 장기 체류를 호소하였으나 러시아측은 이모자키의 영구 조차를 요구했고, 대가로 대포 50문의 진헌, 경비협력 등을 제의했으며, 쓰시마 후추번측은 막부에 직접 교섭해 달라고 응답했지만 요구를 받아들이지 않았다. 연도 경비를 서고 있던 번내 사민은 러시아군의 오만방자한 태도에 격노했지만 불상사는 일어나지 않았다.

### 영국의 개입
7월 9일에 영국 공사 러드퍼드 올콕과 영국 해군 중장 제임스 호프가 일본의 막부에 대해 영국 함대의 압력으로 러시아 군함을 퇴거시킬 것을 제안했고, 로주(老中) 안도 노부마사(安藤信正) 등과 협의하였다.
7월 23일 영국 동양함대 군함 두 척(엔카운터, 린도프)가 쓰시마로 회항해 시위행동을 행했고, 호프 중장은 러시아측에 엄중항의하였다. 그러나 실제로는 이 시점에서 올콕도 영국에 의한 쓰시마 점령을 본국 정부에 제안하고 있었다(8월 2일자 사카모토 후지요시坂本藤良 『오구니 가즈사노스케의 생애』小栗上野介の生涯 고단샤講談社).
또한 로주 안도 노부마사는 다시금 하코다테 부교 무라가키 노리마사를 시켜 러시아 영사에게 항의하였다. 이제까지 브릴료프의 행동을 그대로 보고만 있던 러시아 영사 이오시프 고스케비치는 영국의 간섭을 보고 형세가 불리해질 것으로 판단하고 군함 우푸르치니크 호를 쓰시마로 급파해 브릴료프를 설득해, 분큐 원년(1861년) 8월 15일(9월 19일) 포샤트니크 호는 쓰시마에서 물러났다.
9월, 가이코쿠 부교 노노야마 가네요시(野々山兼寛) 등은 막부의 명을 받고 쓰시마로 와서 하코다테 담판(箱館談判)의 결의에 의거해 러시아 함대가 쓰시마에 머무르던 당시에 설치되었던 시설들에 대한 처리에 나서서, 러시아인의 조영물은 파괴하고 그 재료는 나가사키에 보관했다.
러시아측의 의도는 극동에서의 근거지를 얻고 남해 항로를 확보하는 데에 있었는데, 당시 아시아 일대에 광대한 식민지를 가지고 있던 영국에 추월당해 자칫 쓰시마가 영국에 조차될 것을 두려워했다고 한다.

## 같이 보기
- 거문도 사건